# Mikroregion São Mateus

Mikroregion São Mateus

Mikroregion São Mateus – mikroregion w brazylijskim stanie Espírito Santo należący do mezoregionu Litoral Norte Espírito-Santense. Ma powierzchnię 4 669,7 km²

## Gminy
- Conceição da Barra
- Jaguaré
- Pedro Canário
- São Mateus